# تپه ازنا
تپه ازنا مربوط به دوران پیش از تاریخ ایران باستان تا دوران‌های تاریخی پس از اسلام است و در شهرستان دورود، بخش سیلاخور، روستای ازنا واقع شده و این اثر در تاریخ ۲۴ اسفند ۱۳۸۳ با شمارهٔ ثبت ۱۱۷۳۸ به‌عنوان یکی از آثار ملی ایران به ثبت رسیده است.